# Hypo Niederösterreich
Hypo Niederösterreich er en håndboldklub fra Østrig, der otte gange har vundet EHF Champions League for kvinder i perioden 1989-2000. Klubben har de seneste årtier været altdominerende i den østrigske liga og vundet 31 mesterskaber med Gunnar Prokop som bagmand i form af træner og senere manager. I 2000'erne har klubben dog i lighed med en række andre tidligere storhold måttet træde lidt i baggrunden i takt med de danske klubbers succes, men holdet nåede dog finalen i 2008, hvor det blev til et snævert nederlag til Zvezda Zvenigorod.

## Resultater
- Women Handball Austria:
  - Vinder (42): 1977, 1978, 1979, 1980, 1981, 1982, 1983, 1984, 1985, 1986, 1987, 1988, 1989, 1990, 1991, 1992, 1993, 1994, 1995, 1996, 1997, 1998, 1999, 2000, 2001, 2002, 2003, 2004, 2005, 2006, 2007, 2008, 2009, 2010, 2011, 2012, 2013, 2014, 2015, 2016, 2017, 2018
- ÖHB Cup:
  - Vinder (29): 1988, 1989, 1990, 1991, 1992, 1993, 1994, 1995, 1996, 1997, 1998, 1999, 2000, 2001, 2002, 2003, 2004, 2005, 2006, 2007, 2008, 2009, 2010, 2011, 2012, 2013, 2014, 2015, 2016, 2019
- EHF Champions League:
  - Vinder (8): 1989, 1990, 1992, 1993, 1994, 1995, 1998, 2000
  - Finalist (5): 1987, 1988, 1991, 1996, 2008
- EHF Champions Trophy:
  - Vinder (1): 2000
  - Finalist (2): 2004, 2008
- EHF Cup Winners' Cup:
  - Vinder (1): 2013
  - Finalist (1): 2004

## Aktuel trup

### Spillertruppen 2019-20
| Målvogtere - 01 Branka Topic - 12 Stefanie Hirsch - 27 Anna Hajgató Fløjspillere RW - 02 Laissa Bures - 17 Johanna Bauer LW - 06 Mirela Dedic - 48 Nina Neidhart Stregspillere - 08 Sarah Draguljic - 22 Mona Magloth - 29 Stefanie Kaiser - 75 Anja Lischka | Bagspillere LB - 03 Nora Leitner - 20 Yvonne Riesenhuber - 10 Marina Topic CB - 19 Isabell Dramac - 46 Elena Berlini RB - 13 Sabrina Hödl - 15 Claudia Wess - 97 Beatrix Élö |

### Trænerteam
| Rolle                    | Navn                 |
| ------------------------ | -------------------- |
| Cheftræner               | Ferenc Kovács        |
| Assistenttræner          | Alla Matuschkowitz   |
| Rådgiver for sportsviden | Olaf Sonntag         |
| Læge                     | Dr. Mohammad Baradar |
| Fysioterapeut            | Christian Geistler   |

## Kendte spillere
- Jasna Kolar-Merdan
- Ausra Fridrikas
- Tanja Logvin
- Natalija Rusnatjsjenko
- Liliana Topea
- Simona Spiridon
- Gabriela Rotiș
- Edith Matei
- Sorina Teodorovic
- Gorica Aćimović
- Katrin Engel
- Daniela Piedade
- Barbara Arenhart
- Fernanda da Silva
- Francielle da Rocha
- Ana Paula Rodrigues
- Deonise Cavaleiro
- Idalina Mesquita
- Alexandra  do Nascimento
- Fabiana Diniz
- Mariana Costa
- Anđa Bilobrk
- Vesna Horaček-Tadić
- Sabine Englert
- Marion Limal
- Beatrix Balogh
- Erika Kirsner
- Dóra Lőwy
- Helga Németh
- Rita Deli
- Bernadett Temes
- Viktória Soós
- Nikoletta Brigovácz
- Marianna Nagy
- Tímea Tóth
- Vivien Léránt
- Ibolya Mehlmann
- Oh Seong-ok
- Kim Cha-Youn
- Sun Hee-Han
- Myoung Bok-Hee
- Huh Soon-Young
- Terese Pedersen
- Paula Ungureanu
- Alina Marin
- Mia Hermansson Högdahl
- Olga Sanko
- Slađana Dronić
- Dragica Đurić-Krstić